# Markowy Wygon
Markowy Wygon [marˈkɔvɨ ˈvɨɡɔn] est un village polonais de la gmina de Szudziałowo dans le powiat de Sokółka et dans la voïvodie de Podlachie. Il se situe à environ 6 kilomètres au sud de Szudziałowo, à 20  kilomètres au sud-est de Sokółka et à 35 kilomètres au nord-est de Białystok. 
Le village compte approximativement 10 habitants.